# Targhe d'immatricolazione di Israele
Le targhe d'immatricolazione di Israele sono di metallo o di plastica. Le targhe israeliane sono emesse da varie ditte su licenza, come Dinamometer, secondo la specifica no.327 del Standards Institute di Israele. La maggior parte delle norme in materia di targhe d'immatricolazione dei veicoli israeliani è elencata tra le norme per il trasporto approvate dal Ministero dei Trasporti. Questi regolamenti definiscono il corretto posizionamento delle targhe, così come altre questioni.

## Aspetto esteriore

### Targhe civili

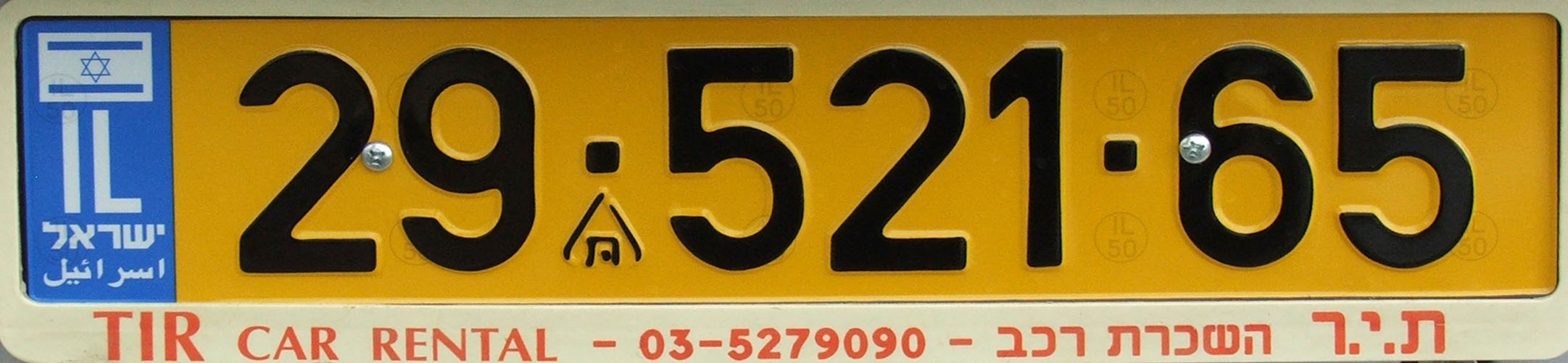
Targa israeliana (standard europeo)

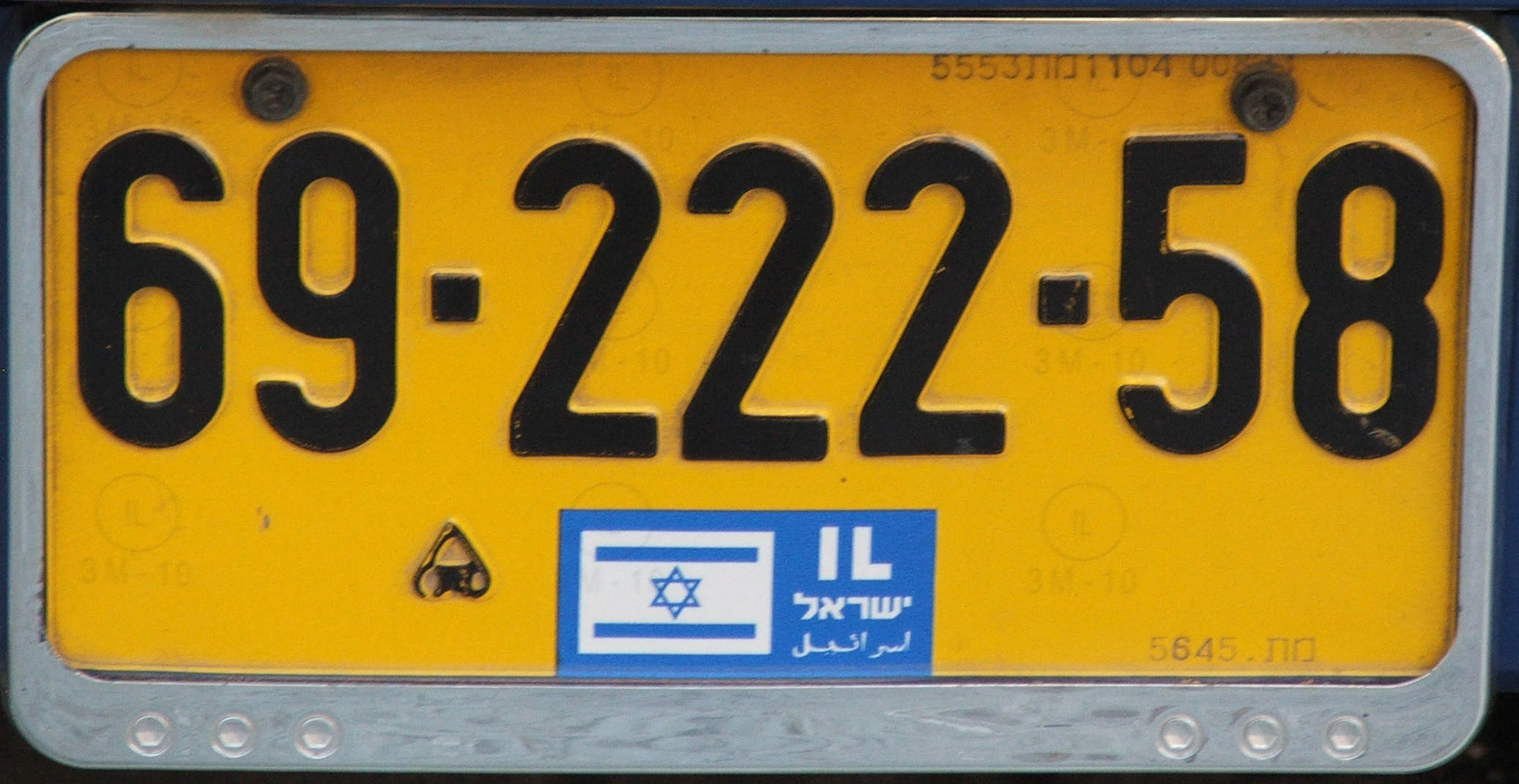
Targa israeliana (standard americano)

Le targhe israeliane a uso civile sono rettangolari con sfondo riflettente giallo e con caratteri e numeri in rilievo di colore nero. Sotto il primo trattino del numero d'immatricolazione c'è un timbro di approvazione dell'Istituto Israeliano di controllo delle norme e delle misure. Sul lato di sinistra c'è un rettangolo blu con la bandiera di Israele e al di sotto, la sigla IL e la parola "Israele" in ebraico e in arabo. Le vecchie targhe non hanno questo rettangolo blu. Questo standard di targa è detto "di tipo europeo", accanto a esso esiste anche un altro standard, detto "di tipo americano", in questo secondo standard, la targa è più stretta e più alta, le cifre sono più strette e il rettangolo blu è alla base della targa, mentre le scritte su di esso sono a destra della bandiera.
Gli attuali numeri di targa consistono di sette o otto cifre separate da trattini (12•345•67 o 123•45•678). Targhe più vecchie ancora in circolazione, hanno numeri di cinque o sei cifre con un trattino prima delle ultime tre. Generalmente i veicoli dello stesso importatore hanno in comune le ultime due cifre.
I veicoli d'epoca, che in Israele sono veicoli con più di 30 anni di età, possono essere registrati specificamente e portare targhe speciali, che in aggiunta al numero di registrazione contengono le parole רכב אספנות (veicolo da collezione). Questi veicoli, esenti dalla tassa annuale di circolazione, non possono essere guidati prima delle 9:00 di mattina. Dal febbraio 2011, ai veicoli d'epoca importati autonomamente viene assegnata una targa con il suffisso 55.